# Флойд (округ, Кентукки)
Флойд (англ. Floyd County) — округ в штате Кентукки, США. Официально образован в 1800 году. По состоянию на 2010 год, численность населения составляла 39 451 человека.

## География
По данным Бюро переписи США, общая площадь округа равняется 1024,242 км2, из которых 1021,212 км2 суша и 1,160 км2 или 0,290 % это водоёмы.

## Население
По данным переписи населения 2000 года в округе проживает 42 441 жителей в составе 16 881 домашних хозяйств и 12 272 семей. Плотность населения составляет 42,00 человек на км2. На территории округа насчитывается 18 551 жилых строений, при плотности застройки около 18,00-ти строений на км2. Расовый состав населения: белые — 97,73 %, афроамериканцы — 1,29 %, коренные американцы (индейцы) — 0,12 %, азиаты — 0,24 %, гавайцы — 0,08 %, представители других рас — 0,12 %, представители двух или более рас — 0,42 %. Испаноязычные составляли 0,61 % населения независимо от расы.
В составе 33,00 % из общего числа домашних хозяйств проживают дети в возрасте до 18 лет, 56,50 % домашних хозяйств представляют собой супружеские пары проживающие вместе, 12,30 % домашних хозяйств представляют собой одиноких женщин без супруга, 27,30 % домашних хозяйств не имеют отношения к семьям, 25,20 % домашних хозяйств состоят из одного человека, 10,20 % домашних хозяйств состоят из престарелых (65 лет и старше), проживающих в одиночестве. Средний размер домашнего хозяйства составляет 2,45 человека, и средний размер семьи 2,93 человека.
Возрастной состав округа: 23,60 % моложе 18 лет, 9,40 % от 18 до 24, 30,30 % от 25 до 44, 24,50 % от 45 до 64 и 24,50 % от 65 и старше. Средний возраст жителя округа 37 лет. На каждые 100 женщин приходится 96,70 мужчин. На каждые 100 женщин старше 18 лет приходится 95,00 мужчин.
Средний доход на домохозяйство в округе составлял 21 168 USD, на семью — 25 717 USD. Среднестатистический заработок мужчины был 30 242 USD против 20 569 USD для женщины. Доход на душу населения составлял 12 442 USD. Около 26,90 % семей и 30,30 % общего населения находились ниже черты бедности, в том числе — 39,80 % молодёжи (тех, кому ещё не исполнилось 18 лет) и 20,50 % тех, кому было уже больше 65 лет.